# パリ第11大学
パリ南大学（フランス語:Université de Paris-Sud、英語: Paris-Sud University）は、パリ南部の郊外オルセーに本部、カシャン、サクレーにキャンパスを置く研究型大学であり、フランスで最も権威のある大学のひとつである。ヨーロッパ最高峰として認識されているヨーロッパ研究大学連盟(LERU)の加盟大学である。
2018年度上海交通大学による世界研究大学ランキングでは総合42位(ヨーロッパで10位)、分野別では、数学、理学、医学、統計学の4分野でフランス国内1位にランクインした。82もの国際研究施設を保有し、特に数学と物理の基礎研究が世界最高レベルであり、宇宙科学研究に貢献している研究機関である。2020年1月1日にフランス政府の重要国家プロジェクト・パリサクレー計画および「未来への投資」プログラム(Investissements d'Avenir)の一環として創設されたパリサクレー大学の正式機関になり統合されることが決定している。現在、4名のフィールズ賞と2名のノーベル賞受賞者が在籍している。

## 世界大学ランキング
2019年度の上海交通大学による世界研究大学ランキングでは総合で世界37位となり(国内1位)、2018年度は総合41位、科目別では、数学では米国プリンストン大学に次ぐ世界第2位(国内1位)、物理学10位(国内1位)、遺伝工学32位、医学35位(国内1位)、統計学43位(国内1位)にランクインされている。また「Times Higher Education (THE)」誌の2018年度版ではヨーロッパで10位の大学としてランクインし、国内外で非常に高い評価を得ている。
| 2010 | 2011 | 2012 | 2013 | 2014 | 2015 | 2016 | 2017 | 2018 | 2019 |
| ---- | ---- | ---- | ---- | ---- | ---- | ---- | ---- | ---- | ---- |
| 45位 | 40位 | 37位 | 39位 | 42位 | 41位 | 46位 | 41位 | 42位 | 37位 |

## 学部・研究科
- 医学系研究科・医学部
- 薬学系研究科・薬学部
- 理学系研究科・理学部
- 法学政治学研究科・法学部
- 工学系研究科・工学部
- 数理科学研究科
- 情報理工学部
- 農学部
- スポーツ科学部

## 著名な教授
- アルベール・フェール : 物理学者、2007年ノーベル物理学賞受賞
- ペーター・グリューンベルク : ドイツの物理学者、2007年ノーベル物理学賞受賞
- ジャン＝クリストフ・ヨッコス - 数学者、1994年フィールズ賞受賞
- ゴ・バオ・チャウ : ベトナムの数学者。2010年フィールズ賞受賞
- リオネル・ジョスパン : 政治家、フランス第五共和政第16代首相
- ジェラール・ローモン : フランスの数学者
- アンリ・カルタン - 数学者
- ジョン・H・コーツ - イギリスの数学者
- ウェンデリン・ウェルナー - 数学者
- アンリ・カガン - 化学者
- ヴァレンティン・ポエナル - ルーマニア出身の数学者
- ジャン＝ブノワ・ボス - フランスの数学者

## 主な出身者
- ジャン＝イヴ・ル・ガル（フランス語版） : フランス国立宇宙研究センター総長
- ローラン・ラフォルグ : フランスの数学者。2002年フィールズ賞受賞
- カタリナ・バーリー : ドイツの政治家、弁護士。 第4次メルケル内閣で司法・消費者保護大臣
- ジェラール・ローモン : フランスの数学者
- コルネリア・デュルテュ（英語版） : フランスの数学者。オックスフォード大学教授。
- バートランド・サーレイ : 技術者、Appleの研究開発担当上級副社長
- コンスタンティーノ・ツァリス : ブラジルの物理学者
- ジャン＝ルイ・ヴィオヴィ : 物理学者
- ジャン＝ルイ・ガセー : 技術者、Be社の設立者